# Draagvleugelboot

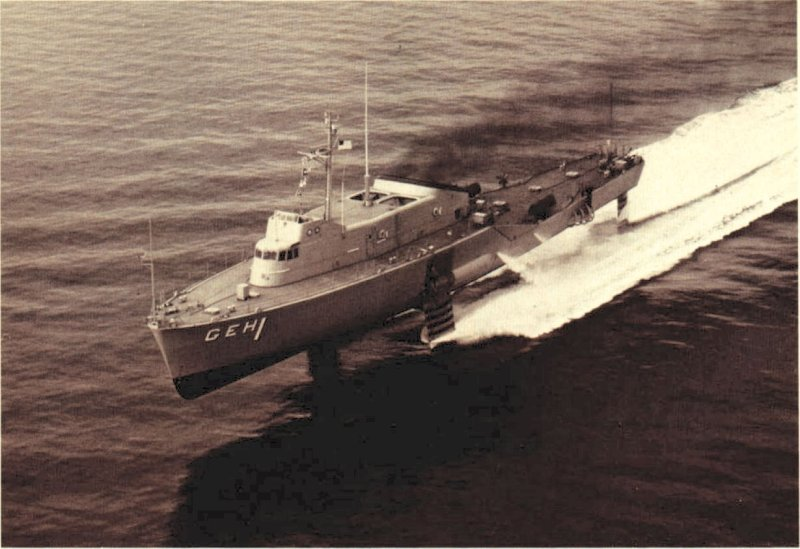
De USS Plainview, destijds 's werelds grootste draagvleugelboot, werd door de Amerikaanse marine gebruikt als onderzoeksschip

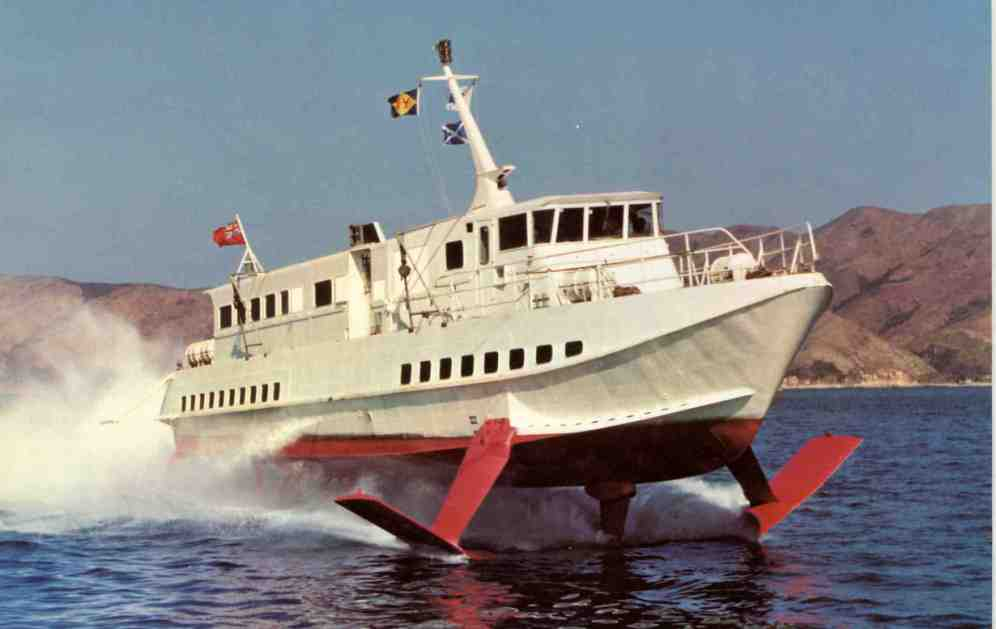
Een vroeg type draagvleugelboot

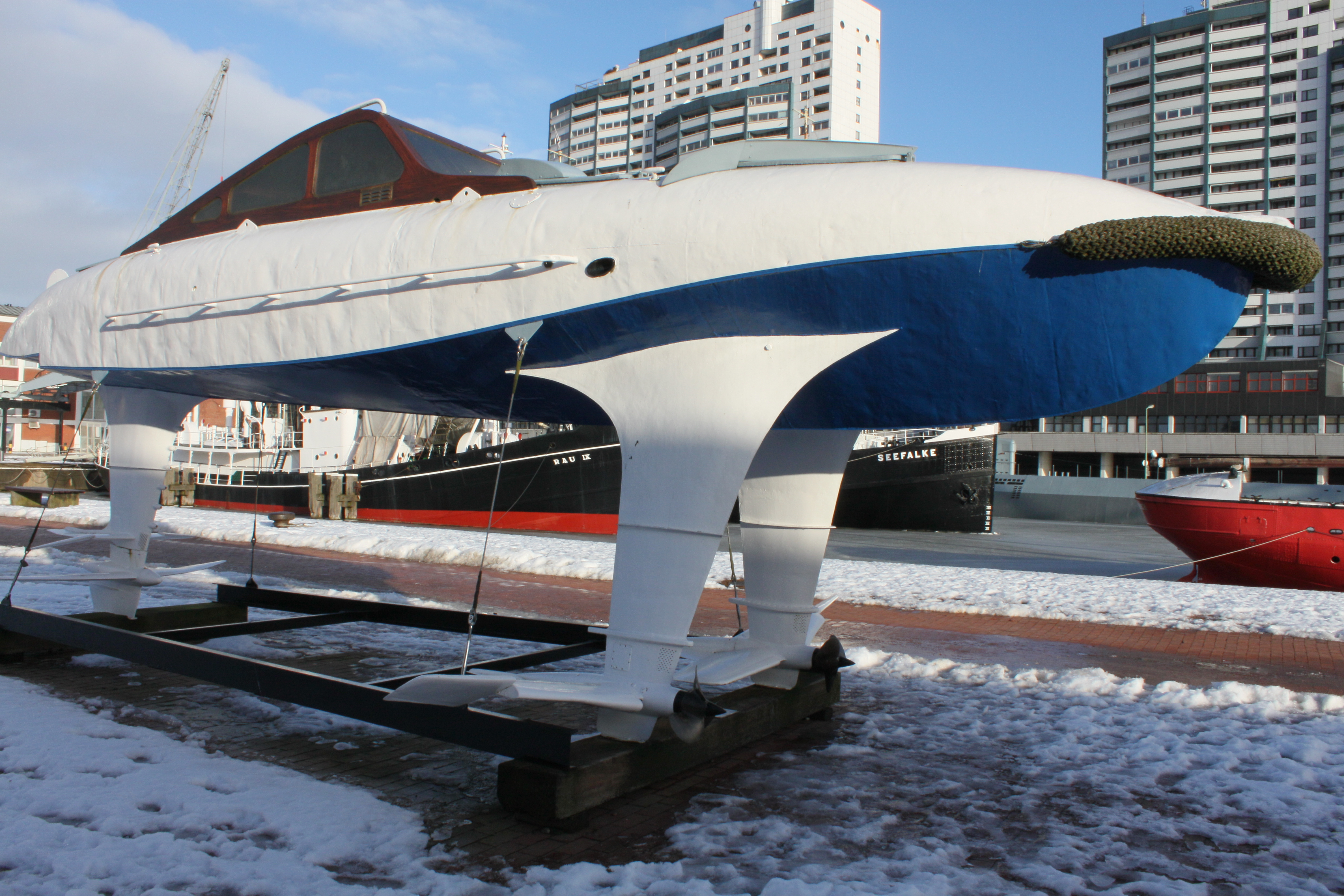
De WSS 10, een kleine Duitse draagvleugelboot met propellers in de draagvleugels

Een draagvleugelboot (hydrofoil) is een snel schip met een of meer draagvleugels onder het vaartuig. De draagvleugels kunnen zowel vast als verstelbaar zijn. Bij het toenemen van de vaarsnelheid zullen de vleugels het schip omhoog duwen, totdat de romp boven het water uitkomt en het schip in zijn geheel op de vleugels rust. Hierdoor neemt de scheepsweerstand af en neemt de snelheid verder toe.

## Werking
De vleugelwerking van een draagvleugelboot berust op hetzelfde principe als bij een vliegtuig. De vleugels zijn aan de bovenzijde enigszins bol, waardoor het water bovenlangs een langere weg aflegt – en dus sneller stroomt – dan onderlangs. Hierdoor is de waterdruk boven de vleugels lager dan er onder. Daardoor ontstaat een opwaartse kracht die 'lift' wordt genoemd. Bij een snelheid van circa 40 km/u is er voldoende lift om de romp in zijn geheel uit het water te tillen.
Er zijn grofweg twee verschillende typen draagvleugels: vleugels die door het wateroppervlak heen steken (meestal in V-vorm), en vleugels die volledig ondergedompeld zijn (meestal in omgekeerde T-vorm). Het voordeel van het eerste type is dat de vleugel zelfstabiliserend is: komt een boot hoger uit het water dan neemt het draagvermogen af en zal de boot weer een stukje dalen.
Voordeel van het tweede type is dat de boot veel minder gevoelig is voor golven. Maar om op de correcte hoogte boven het water te blijven varen, is bij dit type een ingewikkeld regelsysteem nodig.

## Geschiedenis
Van 1899 tot 1901 werkte de Britse scheepsontwerper John Thornycroft aan een serie modellen met een draagvleugel aan de voorkant en een platte achterkant. In een artikel in Scientific American van maart 1906 schreef William E. Meacham een artikel over de mechanica van draagvleugels. Alexander Graham Bell las dat en begon schetsen te maken van wat nu een draagvleugelboot heet. Samen met zijn hoofd-ingenieur, vliegtuigpionier Frederick W. ('Casey') Baldwin begon hij in de zomer van 1908 met een aantal experimenten, waarbij ook gekeken werd naar het werk van de Italiaanse uitvinder Enrico Forliani, die met hetzelfde idee bezig was.
De Bell HD-4 bereikte op 9 september 1919 een topsnelheid van 114 km/h; een record dat 10 jaar zou blijven staan. De boot kon snel accelereren, had geen last van golven, stuurde goed en was stabiel.
De Duitse ingenieur Hanns von Schertel werkte voor en gedurende de Tweede Wereldoorlog aan draagvleugelboten. Duitsland mocht volgens de Vrede van Versailles na de Eerste Wereldoorlog geen snelle boten maken en aangezien Schertels team door de Russen gevangen was genomen, ging Schertel naar Zwitserland waar hij bij het bedrijf Supramar ging werken. In 1952 lanceerde Supramar de eerste commerciële draagvleugelboot. Dit was de PT10 Freccia d'Oro op het Lago Maggiore tussen Zwitserland en Italië. Dit schip kon 32 passagiers vervoeren en had een snelheid van 65 km/h. In 1968 verwierf een Bahreinse bankier, Hussain Najadi, Supramar en de activiteiten werden uitgebreid naar Japan, Hong Kong, Singapore, UK, Noorwegen en de VS. Van 1952 tot 1971 ontwierp Supramar verschillende modellen van draagvleugelboten: PT20, PT50, PT75, PT100 en PT150.
De eerste in Nederland gebouwde draagvleugelboot was de "Witvis", van de werf "Nicolaas Witsen" in Alkmaar. Deze boot was goed voor een snelheid van 73 km/u en baarde daarmee bij proefvaarten wel enig opzien.
In de Sovjet-Unie werd ook veel geëxperimenteerd met draagvleugelboten. Er werden tijdens de Koude Oorlog gestroomlijnde rivierboten en veerboten gemaakt. Tot deze draagvleugelboten behoren het Raketa-type, later het Meteor-type en het Voschod-type.

## Toepassingen

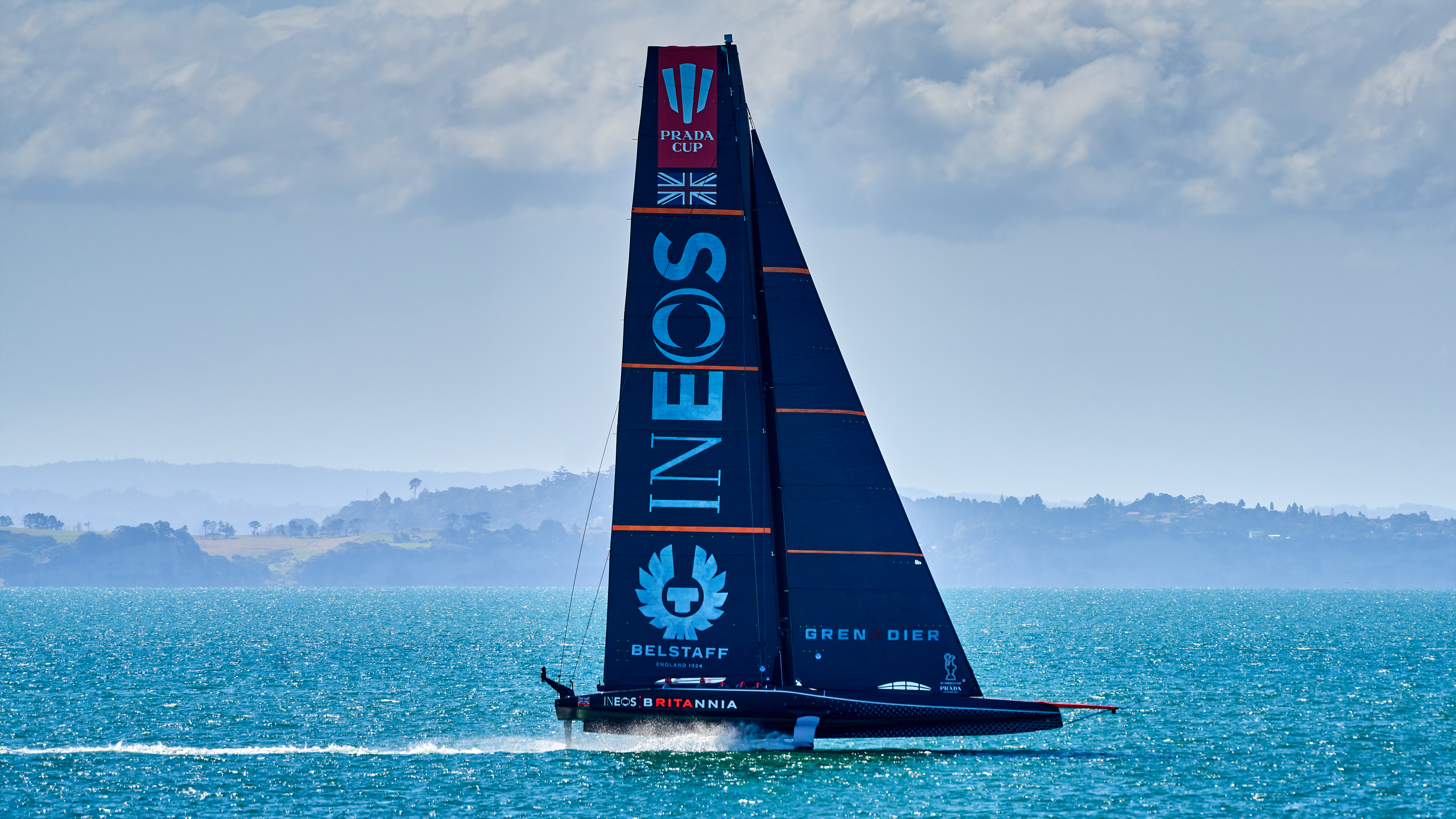
Zeilboot van het Ineos Team UK's AC75

Draagvleugelboten worden op zeer uiteenlopende vlakken gebruikt. De Amerikaanse marine gebruikte draagvleugelboten van de Pegasus-klasse van 1977 tot 1993. Ook de Italiaanse marine gebruikte zes draagvleugelboten, van de Nibbio-klasse. Deze hadden een topsnelheid van 93 kilometer per uur. 
In de zeilsport vinden we de draagvleugelboten ook terug. Zo is er de Franse draagvleugelboot Hydroptère. Dit zeiljacht zette een nieuw record neer in de 500 m categorie. Het haalde een snelheid van 95,12 kilometer per uur. Een andere zeilboot is de Windrider Rave. Het is een zeilboot van 17 voet en hij bereikt snelheden tot 40 knopen. De Windrider Rave is ontworpen door Jim Brown. In de kleinzeilerij maakt men soms ook gebruik van draagvleugels. De Moth Dinghy is daar een voorbeeld van. De zeilboten in de America's Cup maken sinds 2010 ook gebruik van draagvleugels (ook wel "foils" genoemd) en bereiken snelheden tot 100 km/uur.
Er bestaan zelfs kajaks, surfplanken en waterfietsen die gebruikmaken van dezelfde eigenschap.

## Voschod

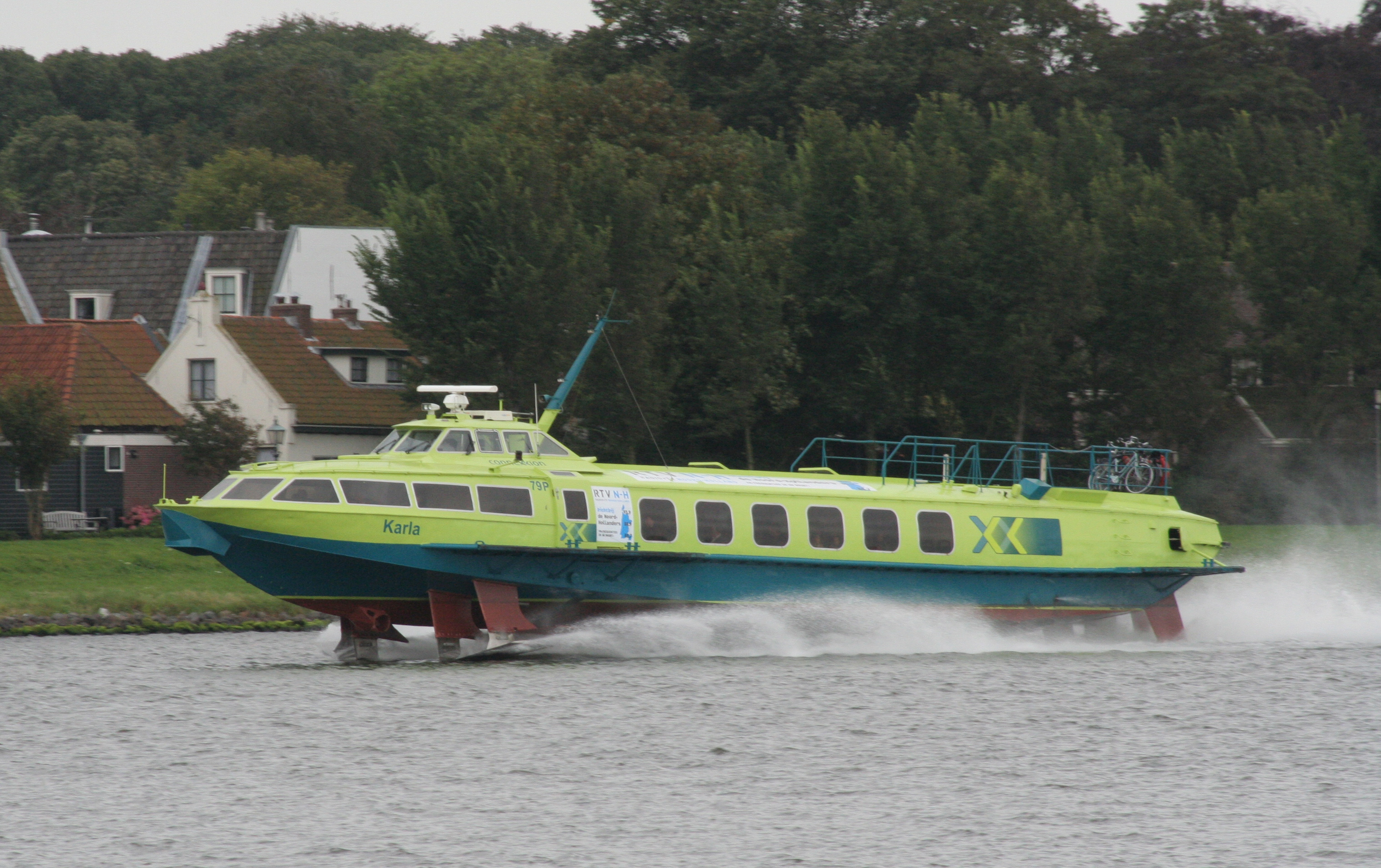
Voskhod 2M-FFF van Connexxion.

De voormalige Oostbloklanden hebben een lange traditie in het bouwen van draagvleugelboten. Een bekende producent is de Oekraïense scheepswerf Morye in Feodosija. Het type Voschod 2M-FFF, die plaats biedt aan 79 passagiers en 2 bemanningsleden (schipper en tweede schipper), wordt aangedreven door een dieselmotor met een vermogen van 788 kW bij 2300 omwentelingen per minuut. De maximumsnelheid is ongeveer 70 kilometer per uur.
Om het gewicht zo laag mogelijk te houden is de romp van dit type schip geheel geconstrueerd van aluminium. Alleen de vleugels, gemonteerd volgens het fixed-wing principe, zijn van roestvrij staal.
In Nederland werd de Voschod gebruikt bij de OV te water-verbinding Amsterdam-IJmuiden op het Noordzeekanaal van Connexxion, onder de merknaam Fast Flying Ferry. Ook tussen Rotterdam en Dordrecht voer een tijdje een Voschod, deze heette The Flying Dutchman. Ook elders worden ze ingezet.
Ook het Meteor-type is van 1998 tot 2001 in Nederland gebruikt op een veerdienst over de Lek tussen Wijk bij Duurstede en Dordrecht, met tien tussenstops.

## Overige
Een ander voertuig dat boven het water gebruikmaakt van vleugels, is de ekranoplan. In tegenstelling tot de draagvleugelboot, die steunt op vleugels in het water, maakt de ekranoplan gebruik van vleugels die vlak boven het water bewegen.
Nog een ander principe is dat van de hovercraft, waarbij niet een vleugeleffect wordt gebruikt maar een luchtkussen. Dit heeft als voordeel dat men er ook mee stil kan staan boven het water. Het verbruikt wel veel meer energie.